# Automeris colenon
Automeris colenon är en fjärilsart som beskrevs av Dyar 1912. Automeris colenon ingår i släktet Automeris och familjen påfågelsspinnare. Inga underarter finns listade i Catalogue of Life.